# Ständestaat
Ständestaat, stænderstaten, er betegnelsen for den autoritære statsform, der herskede i Østrig i perioden 1934-1938, da landet i praksis var en etpartistat under ledelse af den gejstlig fascistiske Vaterländische Front. Propagandakonceptet Ständestaat blev anvendt af ledende politikere såsom Engelbert Dollfuss og Kurt Schuschnigg og udgjorde et autoritært system med ultrakonservativt romersk-katolsk præg.

## Ledere af Ständestaat
- Walter Adam - generalsekretær for Vaterländische Front
- Eduard Baar-Baarenfels - vicekansler 1934–1936
- Engelbert Dollfuss (CS) - forbundskansler 1932–34
- Otto Ender (CS) - forbundskansler 1930–31
- Emil Fey (Heimwehr) - vicekansler 1933–34
- Leopold Figl (CS/ÖVP) - forbundskansler 1945–1953
- Franz Karl Ginzkey - intellektuel
- Edmund Glaise-Horstenau (politisk uafhængig, senere NSDAP) - forsvarsminister
- Robert Hecht - ideolog
- Ludwig Hülgerth (CS) - vicekansler 1936–38
- Julius Raab (Heimwehr/ÖVP) - forbundskansler 1953–1961
- Vinzenz Schumy (Landbund/ÖVP) - vicekansler 1927, indenrigsminister 1929–30, 1933
- Kurt Edler von Schuschnigg (CS) - forbundskansler 1934–38
- Othmar Spann - theoreticus
- Ernst-Rüdiger Fürst von Starhemberg (Heimwehr) - vicekansler 1934
- Adam Winter (CS) - theoreticus

## Fodnoter
1. ↑  Pelinka, Anton; Lassner, Alexander (2003). Dollfuss / Schuschnigg Era in Austria. Transaction Publishers. ISBN 978-0-7658-0970-4.